# Płód
Płód (łac. fētus „potomstwo”) – w embriologii, zarodek ssaków od chwili zakończenia się okresu zarodkowego do chwili urodzenia. Ludzki zarodek osiąga stadium płodu w 11. tygodniu ciąży i rozpoczyna okres płodowy. U płodu można rozpoznać cechy morfologiczne dla danego gatunku.

## Okres płodowy u ludzi
Płód jest to stadium rozwojowe zarodka, rozpoczynające się od 11. tygodnia ciąży i trwające do chwili porodu.
- Trzeci miesiąc

Jest to okres, kiedy płód osiąga około 9-10 cm. Jego palce są w pełni wykształcone. Można określić jego płeć za pomocą badania USG. Zaczyna przypominać noworodka. Powieka zaczyna pokrywać oko, a na palcach u nóg i rąk rosną już paznokcie. Płód ma nieproporcjonalnie dużą głowę w stosunku do tułowia. Słabo wykształcony nos. Oczy i usta są już dobrze widoczne. W dziąsłach formują się zawiązki zębów. Zaczyna działać układ nerwowy. 
- Czwarty miesiąc

Osiąga długość 15-16 cm i waży 120-125 g. Zaczyna wykonywać pierwsze ruchy. Zaczyna też ssać palec i połykać płyn owodniowy. Pojawia się u niego zmysł smaku i słuchu. Funkcjonują mięśnie twarzy, płód, np. marszczy czoło i wydyma policzki. Ma linie papilarne. W mózgu w ciągu minuty tworzy się 250 tysięcy komórek nerwowych. Jego serce przepompowuje 24 litry krwi na dobę. 
- Piąty miesiąc

Długość płodu wynosi 23-30 cm, waga to ok. 280-300 g. W tym okresie matka zaczyna wyczuwać jego ruchy. Jego skóra grubieje i pokrywa się delikatnymi włoskami, zwanymi meszkiem.
- Szósty miesiąc

Płód ma ok. 30 cm i waży 600-640 g. Ma delikatne brwi i rzęsy. Staje się podobny do noworodka – chociaż jest jeszcze dużo szczuplejszy, ponieważ dopiero teraz zaczęła się odkładać tkanka tłuszczowa. W tym miesiącu (22. tydzień) rodzą się najmłodsze wcześniaki, które przeżywają.
- Siódmy miesiąc

Początek III trymestru ciąży – dziecko powinno odwrócić się głową na dół, przyjmując prawidłową pozycję do porodu. Siódmy miesiąc to także czas intensywnego rozwoju mózgu i różnicowania osobowości. Płód powinien ważyć w granicach 1200-1900 g (odchylenia od normy nie są objawami patologii) i mieć ok. 35-40 cm długości. Urodzenie po 28. tygodniu ciąży daje duże szanse na przeżycie.
- Ósmy miesiąc

Płód ustawiony jest pozycją do porodu, zanika meszek płodowy, oczy są niebieskie.
Waży ok. 2,5 kg i mierzy 50 cm. Tkanka tłuszczowa osiąga już ostateczną grubość.
- Dziewiąty miesiąc

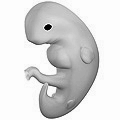
Ludzki zarodek 6-tygodniowy
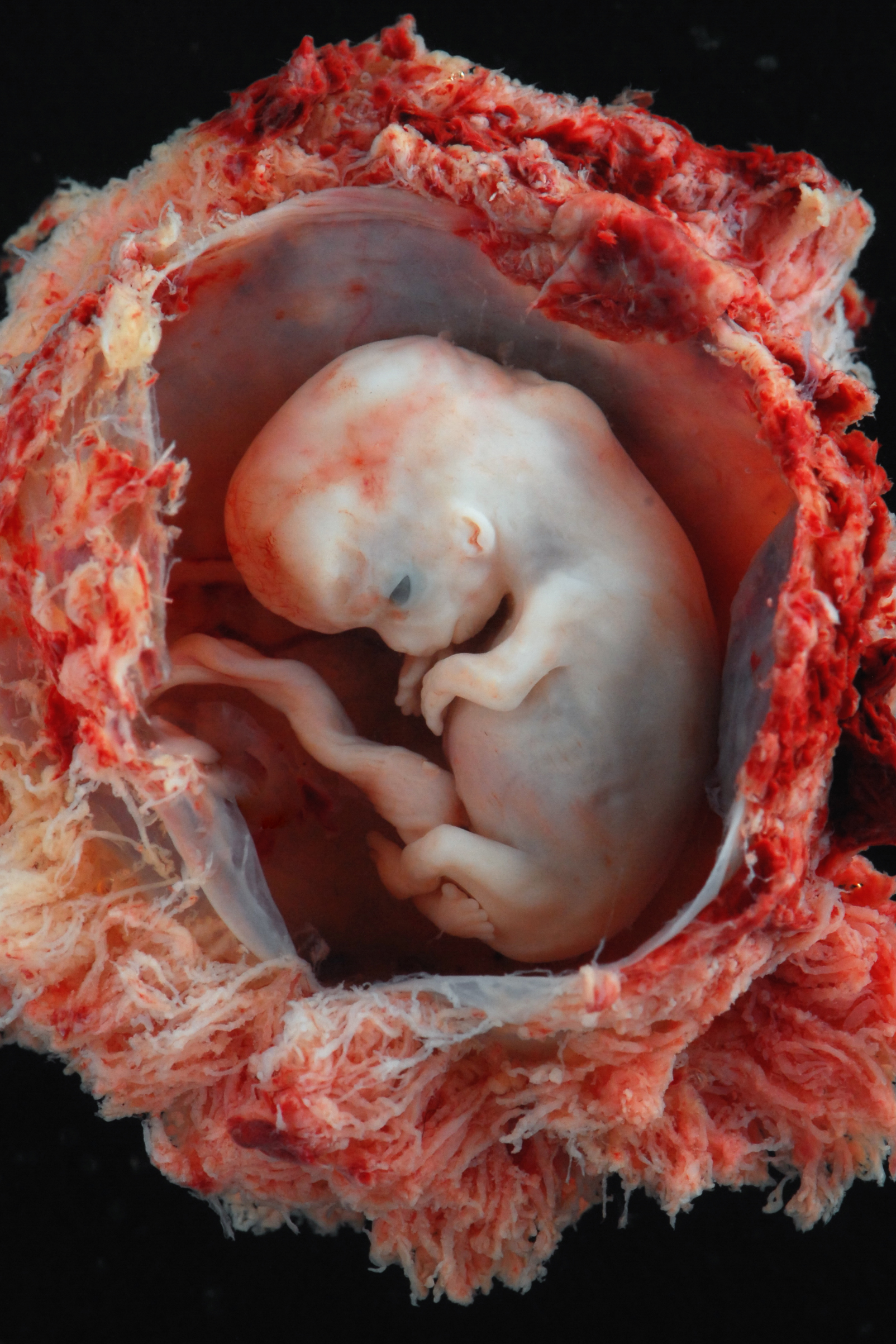
Ludzki zarodek w 10 tygodniu ciąży (koniec okresu zarodkowego).
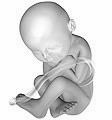
Ludzki płód 40-tygodniowy

Jest to czas, kiedy płód powinien ważyć ok. 3,5 kg, i mieć ok. 55 cm długości. Skóra różowieje. Płód jest gotowy do bycia urodzonym. Zaczyna coraz bardziej kopać; widać jak się przemieszcza.
Poród płodu o masie mniejszej niż 500 g przed 22. tygodniem ciąży (jest to uwarunkowane osiągnięciami medycyny na polu utrzymania wcześniaka przy życiu) traktowane jest jako poronienie, ze względu na skrajną niedojrzałość organizmu, uniemożliwiającą samodzielne życie poza organizmem matki. Poród po 22. tygodniu ciąży, przy masie noworodka powyżej 500 g, uznawany jest za poród przedwczesny wcześniaka o skrajnie niskiej masie urodzeniowej.